# Emma E. Bower
Emma Eliza Bower (Ann Arbor, 1852 – Ann Arbor, 11 de outubro de 1937) foi uma médica, proprietária e editora chefe e chefe de reportagem americana. Ela também fazia parte um movimento social em favor das mulheres na época. Bower trabalhou na medicina em Detroit, Michigan, antes de retornar a Ann Arbor, Michigan, no qual, entre 1896 a 1904, ela atuou como editora e proprietária de um jornal do condado de Ann Arbor, intitulado Democrat. Por nove anos, ela foi membro das Escolas Públicas Ann Arbor e, durante esse tempo, ocupou o cargo de presidente e tesoureira. Ela também foi tesoureira da Michigan Woman's Press Association, secretária-tesoureira do Michigan State Fraternal Congress e ocupou o cargo de presidente da National Fraternal Press Association. Ela era a Grande Proprietária de Registros das Damas dos Macabeus (abreviado do inglês: LOTM).

## Primeiros anos e educação
Emma Eliza Bower nasceu em Ann Arbor, cidade de Michigan, em 1852. Seu pai, Henry Bower, foi um comerciante de produtos secos de Ann Arbor por muitos anos e, mais tarde, foi proprietário no setor de jornal. Sua mãe, a ex-Margaret Gertrude Chase, era natural de Nova Iorque. Na família havia seis filhos: Henry EH, Emma E., Margaret V., Charles, Dwight e Burroughs Frank.
Bower frequentou a escola pública em Ann Arbor, e depois de completar, especificamente, seus estudos sobre a literatura, ingressou na Faculdade de Medicina da Universidade de Michigan, onde se formou em 1883.

## Carreira

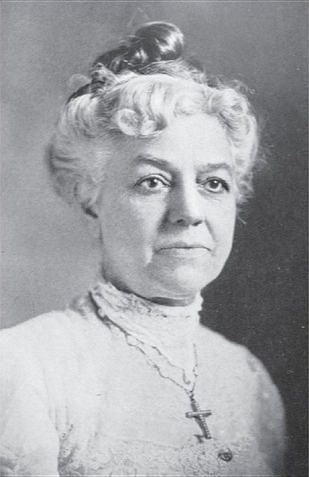
Emma E. Bower em 1906, após cumprir muitos anos de carreira no jornalismo

Acreditando que a cidade oferecia o maior ambiente de utilidade, Bower garantiu sua residência em Detroit, Michigan, onde desfrutou de uma prática bem sucedida como médica assistente por dois anos. No final desse período, uma doença grave na família de seu pai fez com que ela desistisse de sua prática e voltasse para casa para ajudar sua família.
O jornal Democrat, de Ann Arbor, foi fundado em setembro de 1878, pelo seu irmão B. Frank Bower e Col. John L. Burleigh; o jovem Bower foi seu chefe de reportagem por até quatro anos, quando o mesmo aceitou um cargo de jornal diário em Detroit; e seu irmão, Henry EH Bower, tornou-se editor-chefe do Democrat, sendo auxiliado em seu trabalho editorial por sua irmã, Ema. A saúde dele, posteriormente, começou a piorar, sobrecarregando ainda mais o trabalho sobre ela, e após sua morte, 30 de abril de 1888, ela tomou posse total e teve o controle absoluto do periódico. Ela fazia todo o trabalho de uma editora-chefe, coletava e escrevia todas as notícias, solicitava anúncios, atendia pessoalmente a todos os departamentos do jornal e nunca deixava de enviar um número todas as sextas-feiras do ano.
Bower trabalhou como comandante da Arbor Hive No. 113, LOTM. Em 1893, ela foi eleita para o cargo de Great Record Keeper da LOTM, uma organização com 86 000 membros, com sede em Ann Arbor. Nesta posição, ela tinha 30 assistentes, e com eles, publicou um jornal intitulado The Lady Maccabee. Inaugurado em 1890, Bower atuou como proprietária do The Lady Maccabee, e gerenciou  a The Inland Press, tendo uma circulação média durante 1896 de mais de 31 000 exemplares, e em 1897, de mais de 35 000. Ela também esteve envolvida com a Associação dos Secretários, uma auxiliar do Congresso Fraterno Nacional, que era composto por mais de cinquenta das principais sociedades beneficiárias fraternas.
Em setembro de 1894, Bower foi eleita membro das Escolas Públicas de Ann Arbor e atuou como presidente, secretária e tesoureira.

## Parcerias
Bower era membro da Michigan Woman's Press Association e atuou em seu comitê executivo; secretária e tesoureira do Congresso Fraterno de Michigan; presidente da Associação Nacional de Imprensa Fraterna; vice-presidente, "The Homeopathic Alumni of the University of Michigan; e vice-presidente do International Council of Women. Ela foi cofundadora do Clube pela Igualdade Política de Ann Arbor.
Ela era a superintendente de Legislação e Petição da União de Temperança Cristã da Mulher do Estado de Michigan, Segundo Distrito; e vice-presidente sênior do Corpo de Socorro da Mulher No. 218. Ela era membro da Ordem da Estrela do Oriente; Associação Internacional das Assembleias Rebekahs e do comitê de recepção dos cidadãos para entreter a Assembleia Legislativa do Estado em março de 1893.

## Vida pessoal
Bower foi favorável ao sufrágio feminino. Sua casa foi construída em Port Huron, no Michigan. Religiosamente, ela foi um membro vitalício da Igreja Episcopal de Santo André. Bower morreu em Ann Arbor em 11 de outubro de 1937.